# Gale Sondergaard
Gale Sondergaard, vero nome Edith Holm Sondergaard (Litchfield, 15 febbraio 1899 – Woodland Hills, 14 agosto 1985), è stata un'attrice statunitense.
Fu la prima vincitrice del premio Oscar alla miglior attrice non protagonista nel 1937 per la sua interpretazione in Avorio nero (1936).

## Biografia

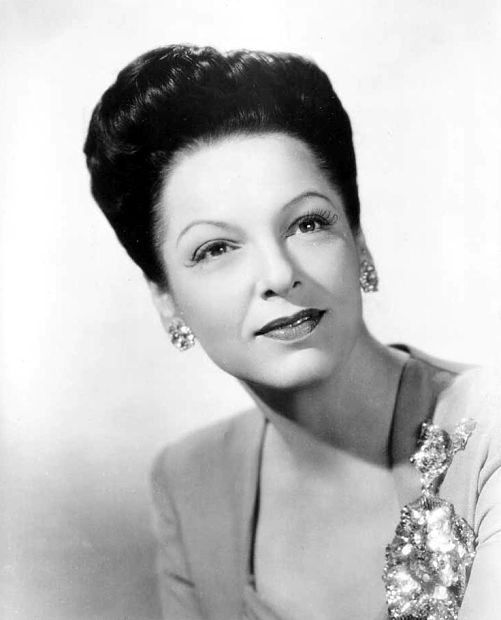
Foto pubblicitaria (1940)

Nata da genitori di origine danese, studiò recitazione alla Minneapolis School of Dramatic Arts prima di unirsi alla compagnia teatrale John Keller Shakespeare Company. Attrice di solido impianto teatrale, accettò con titubanza di recitare in un film: nel 1936 fece il suo esordio cinematografico in Avorio nero di Mervyn LeRoy, un ruolo che le avrebbe fatto ottenere l'Oscar come miglior attrice non protagonista nel 1937. Il periodo d'oro della sua carriera è compreso tra la seconda metà degli anni trenta e la prima metà degli anni quaranta, periodo nel quale recitò in importanti pellicole, tra le quali Emilio Zola (1937), nel ruolo di antagonista di Paul Muni, Il segno di Zorro (1940), accanto a Tyrone Power, e Ombre malesi (1940), con Bette Davis.
Scritturata successivamente per interpretare la strega malvagia ne Il mago di Oz (1939), venne infine sostituita da Margaret Hamilton perché la major MGM preferì inserire un personaggio dall'aspetto arcigno a quello di una cattiva dalle sembianze avvenenti, e la Sondergaard si rifiutò di sottoporre il proprio volto al trucco necessario ad interpretare il ruolo. Nel 1946 ottenne una seconda candidatura all'Oscar come miglior attrice non protagonista per la pellicola Anna e il re del Siam al fianco di Rex Harrison.
Sposata dal 1930 con il regista Herbert Biberman, fu vittima insieme al marito dell'ondata di anticomunismo che colpì il cinema hollywoodiano all'inizio degli anni cinquanta, quando Biberman venne inserito nella famigerata lista degli Hollywood Ten, ovvero i dieci personaggi hollywoodiani sedicenti sostenitori del comunismo sovietico. Con la carriera ormai rovinata dall'ingiusta infamia, la Sondergaard riapparve sugli schermi solo alla fine degli anni sessanta in Slaves (1969), diretto dal marito. La sua ultima apparizione cinematografica è del 1983 in Echoes.  
Morì nel 1985 per una trombosi cerebrovascolare a Woodland Hills (in California), all'età di 86 anni.

## Vita privata
Ebbe due figli, Daniel Hans Biberman e Joan Campos.

## Filmografia

### Cinema
- Avorio nero (Anthony Adverse), regia di Mervyn LeRoy (1936)
- La vergine di Salem (Maid of Salem), regia di Frank Lloyd (1937)
- Settimo cielo (Seventh Heaven), regia di Henry King (1937)
- Emilio Zola (The Life of Emile Zola), regia di William Dieterle (1937)
- Lord Jeff, regia di Sam Wood (1938)
- Passione ardente (Dramatic School), regia di Robert B. Sinclair (1938)
- Tira a campare! (Never Say Die), regia di Elliott Nugent (1939)
- Il conquistatore del Messico (Juarez), regia di William Dieterle (1939)
- Sons of Liberty, regia di Michael Curtiz (1939) - Corto
- Il fantasma di mezzanotte (The Cat and the Canary), regia di Elliott Nugent (1939)
- The Llano Kid, regia di Edward D. Venturini (1939)
- Alla ricerca della felicità (The Blue Bird), regia di Walter Lang (1940)
- Il segno di Zorro (The Mark of Zorro), regia di Rouben Mamoulian (1940)
- Ombre malesi (The Letter), regia di William Wyler (1940)
- The Black Cat, regia di Albert S. Rogell (1941)
- Paris Calling, regia di Edwin L. Marin (1941)
- Lo scorpione d'oro (My Favorite Blonde), regia di Sidney Lanfield (1942)
- Enemy Agents Meet Ellery Queen, regia di James P. Hogan (1942)
- La morte viene dall'ombra (A Night to Remember), regia di Richard Wallace (1942)
- Appointment in Berlin, regia di Alfred E. Green (1943)
- L'isola dei peccati dimenticati (Isle of Forgotten Sins), regia di Edgar G. Ulmer (1943)
- The Strange Death of Adolf Hitler, regia di James P. Hogan (1943)
- Crazy House, regia di Edward F. Cline (1943)
- Sherlock Holmes (The Spider Woman), poi rititolato La donna ragno, regia di Roy William Neill (1944)
- La rivincita dell'uomo invisibile (The Invisible Man's Revenge), regia di Ford Beebe (1944)
- Vacanze di Natale (Christmas Holiday), regia di Robert Siodmak (1944)
- La carovana dei ribelli (Gypsy Wildcat), regia di Roy William Neill (1944)
- La voce magica (The Climax), regia di George Waggner (1944)
- Arsenio Lupin (Enter Arsene Lupin), regia di Ford Beebe (1944)
- The Spider Woman Strikes Back, regia di Arthur Lubin (1946)
- Notte di paradiso (Night in Paradise), regia di Arthur Lubin (1946)
- Anna e il re del Siam ((Anna and the King of Siam), regia di John Cromwell (1946)
- Se ci sei batti due colpi (The Time of Their Lives), regia di Charles Barton (1946)
- I pirati di Monterey (Pirates of Monterey), regia di Alfred L. Werker (1947)
- Avventura in Brasile (Road to Rio), regia di Norman Z. McLeod (1947)
- I marciapiedi di New York (East Side, West Side), regia di Mervin LeRoy (1949)
- Slaves, regia di Herbert Biberman (1969)
- Savage Intruder, regia di Donald Wolfe (1970)
- La vendetta dell'uomo chiamato Cavallo (Return of a Man Called Horse), regia di Irvin Kershner (1976)
- Pleasantville, regia di Kenneth Locker e Vicki Polon (1976)
- Echoes, regia di Arthur Allan Seidelman (1983)

### Televisione
- Tango, regia di Jean Kerchbron – film TV (1970)
- The Cat Creature, regia di Curtis Harrington – film TV (1973)
- Sulle strade della California (Police Story) – serie TV, episodio 2x05 (1974)
- I Ryan (Ryan's Hope) – serie TV, 6 episodi (1976)

## Teatro (parziale)
- Faust, di Johann Wolfgang von Goethe, regia di Friederich Holl. Guild Theatre di Broadway (1928)
- Il maggiore Barbara, di George Bernard Shaw, regia di Philip Moeller. Guild Theatre di Broadway (1928)
- Strano interludio, di Eugene O'Neill, regia di Philip Moeller. John Golden Theatre di Broadway (1929)

## Riconoscimenti
- Premio Oscar
  - 1937 – Miglior attrice non protagonista per Avorio nero
  - 1947 – Candidatura alla miglior attrice non protagonista per Anna e il re del Siam

## Doppiatrici italiane
Nelle versioni in italiano delle opere in cui ha recitato, Gale Sondergaard è stata doppiata da:
- Tina Lattanzi in Avorio nero (riedizione)[2], La carovana dei ribelli, La voce magica, Se ci sei batti due colpi
- Anita Farra in Il segno di Zorro
- Mimosa Favi in Il conquistatore del Messico
- Olga Solbelli in Sherlock Holmes
- Giovanna Scotto in Passione ardente
- Rita Savagnone in Sherlock Holmes (ridoppiaggio)[3]
- Aurora Cancian in Anna e il re del Siam (ridoppiaggio)[4][5]